# 51828 Ilanramon
51828 Ilanramon este o planetă minoră (asteroid), cu un diametru de 5,549 km, din centura de asteroizi. A fost descoperită pe 20 iulie 2001 la Observatorul Palomar de Near Earth Asteroid Tracking și a fost numită după Ilan Ramon. 
Obiectul prezintă o orbită caracterizată de o semiaxă mare de 2,7718194530477 UAi, o excentricitate de 0,13, o înclinație de 9,474 ° în raport cu ecliptica.